# Conseil d'État (Chili)
Pour les autres articles nationaux ou selon les autres juridictions, voir Conseil d'État.
Le Conseil d'État est un ancien organisme politique du Chili. Il a été créé à trois reprises : par la constitution de 1823 (es) (abrogée en 1824), par la constitution de 1833 (es) (en vigueur jusqu'en 1925) et en 1976, durant la dictature militaire d'Augusto Pinochet, pour rédiger la constitution de 1980. Il a disparu avec la dictature le 11 mars 1990.

## Conseil d'État de 1976

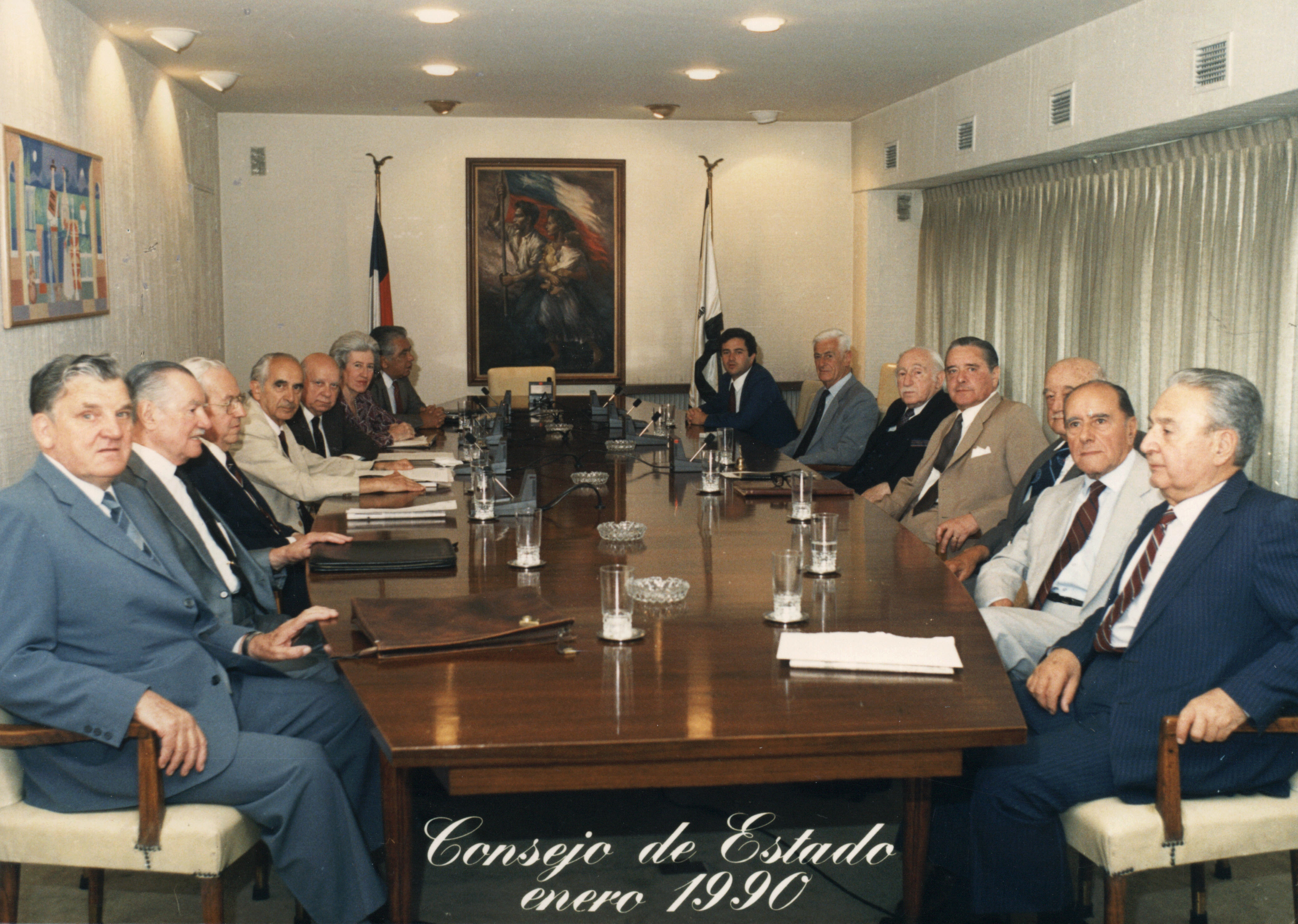
Le conseil d'État chilien en janvier 1990. Il a été supprimé en mars.

Le conseil d'État créé par le décret no 1.319 du 9 janvier 1976 était un organe consultatif de la Présidence. Ses discussions étaient secrètes, de même que ses opinions, qui ne constituaient qu'un avis non-contraignant. Il comprenait les anciens présidents de la République Jorge Alessandri et Gabriel González Videla (Eduardo Frei Montalva avait refusé d'y entrer) et diverses personnalités politiques, militaires et universitaires, généralement à la retraite.